# Giro dell'Emilia 2024
Il Giro dell'Emilia 2024, centosettesima edizione della corsa e valida come quarantacinquesima prova dell'UCI ProSeries 2024 categoria 1.Pro, si è svolta il 5 ottobre 2024 su un percorso di 215,3 km, con partenza da Vignola e arrivo a San Luca, in Italia. La vittoria è stata ad appannaggio dello sloveno Tadej Pogačar, il quale ha completato il percorso in 5h14'44", alla media di 41,044 km/h, precedendo il britannico Thomas Pidcock e l'italiano Davide Piganzoli.

## Squadre e corridori partecipanti
| N.      | Cod. | Squadra                    |
| ------- | ---- | -------------------------- |
| 1-7     | RBH  | Red Bull-Bora-Hansgrohe    |
| 11-17   | UAD  | UAE Team Emirates          |
| 21-27   | SOQ  | Soudal Quick-Step          |
| 31-37   | ADC  | Alpecin-Deceuninck         |
| 41-46   | AST  | Astana Qazaqstan Team      |
| 51-57   | TBV  | Bahrain Victorious         |
| 61-66   | COF  | Cofidis                    |
| 71-77   | DAT  | Decathlon AG2R La Mondiale |
| 81-87   | EFE  | EF Education-EasyPost      |
| 91-96   | GFC  | Groupama-FDJ               |
| 101-107 | IGD  | Ineos Grenadiers           |
| 111-117 | LTK  | Lidl-Trek                  |

| N.      | Cod. | Squadra                       |
| ------- | ---- | ----------------------------- |
| 121-127 | MOV  | Movistar Team                 |
| 131-137 | JAY  | Team Jayco AlUla              |
| 141-147 | TVL  | Team Visma-Lease a Bike       |
| 151-157 | BWB  | Bingoal WB                    |
| 161-167 | COR  | Corratec Vini Fantini         |
| 171-177 | EUS  | Euskaltel-Euskadi             |
| 181-187 | IPT  | Israel-Premier Tech           |
| 191-197 | Q36  | Q36.5 Pro Cycling Team        |
| 201-207 | PTK  | Team Polti Kometa             |
| 211-217 | TUD  | Tudor Pro Cycling Team        |
| 222-227 | VBF  | VF Group-Bardiani CSF-Faizanè |
| 231-237 | PTL  | Petrolike                     |

## Ordine d'arrivo (Top 10)
| Pos. | Corridore         | Squadra  | Tempo    |
| ---- | ----------------- | -------- | -------- |
| 1    | Tadej Pogačar     | UAE      | 5h14'44" |
| 2    | Thomas Pidcock    | Ineos    | a 1'54"  |
| 3    | Davide Piganzoli  | Polti    | s.t.     |
| 4    | Michael Woods     | Israel   | s.t.     |
| 5    | Simon Yates       | Jayco    | a 2'02"  |
| 6    | Roger Adrià       | Red Bull | a 2'04"  |
| 7    | Wilco Kelderman   | Visma    | s.t.     |
| 8    | Enric Mas         | Movistar | a 2'08"  |
| 9    | Archie Ryan       | EF       | a 2'13"  |
| 10   | Lorenzo Fortunato | Astana   | a 2'15"  |